# Lilly King
Lillia Camille King, detta Lilly (Evansville, 10 febbraio 1997), è un'ex nuotatrice statunitense.
Specializzata nella rana, è detentrice del record mondiale sui 100 metri con il crono di 1'04"13 fatto siglare il 25 luglio 2017 ai mondiali di Budapest

## Carriera
Si allena presso l'Università dell'Indiana.
Alle Olimpiadi di Rio de Janeiro ha conquistato due medaglie d'oro, nei 100 metri rana (in 1'04"93, nuovo record olimpico) e nella staffetta 4x100 metri misti. Prima della finale, la nuotatrice statunitense espresse il proprio disdegno nei confronti della rivale e campionessa mondiale, la russa Julija Efimova, trovata positiva a dei test antidoping nel 2014 e 2016 senza ricevere alcuna multa o sospensione. Ai successivi Giochi olimpici di Tokyo, nel 2021, ottiene due argenti e un bronzo, mentre tre anni dopo a Parigi vince il suo terzo oro, nuovamente nella 4x100 metri misti.
Vanta anche quattordici medaglie ai mondiali in vasca lunga, di cui dodici ori, e sette medaglie d'oro ai mondiali in vasca corta. 

## Palmarès
- Giochi olimpici

Rio de Janeiro 2016: oro nei 100m rana e nella 4x100m misti.
Tokyo 2020: argento nei 200m rana e nella 4x100m misti, bronzo nei 100m rana.
Parigi 2024: oro nella 4x100m misti.
- Mondiali

Budapest 2017: oro nei 50 m rana, nei 100 m rana, nella 4 × 100 m misti e nella 4 × 100 m misti mista.
Gwangju 2019: oro nei 50 m rana, nei 100 m rana e nella 4 × 100 m misti, argento nella 4 × 100 m misti mista.
Budapest 2022: oro nei 200m rana, nella 4x100m misti e nella 4x100m misti mista.
Fukuoka 2023: oro nella 4x100m misti, argento nei 50m rana.
Singapore 2025: oro nella 4x100m misti.
- Mondiali in vasca corta

Windsor 2016: oro nei 50 m rana, nella 4 × 50 m misti, nella 4 × 100 m misti e nella 4 × 50 m misti mista, argento nei 100 m rana.
Melbourne 2022: oro nei 100m rana e nella 4x100m misti, argento nei 200m rana e nella 4x50m misti, bronzo nei 50m rana.
Budapest 2024: oro nella 4x100m misti, argento nei 100m rana e nella 4x100m misti mista, bronzo nei 50m rana.
- Campionati panpacifici

Tokyo 2018: oro nei 100 m rana, argento nei 200 m rana e nella 4 × 100 m misti.
- Universiadi

Gwangju 2015: argento nei 100 m rana e bronzo nella 4 × 100 m misti.

## International Swimming League
| Stagione 2019 | Stagione 2020 | Stagione 2021 |
| ------------- | ------------- | ------------- |
| Cali Condors  | Cali Condors  | Cali Condors  |